# Paper Excellence
A Paper Excellence é uma empresa global com raízes na indústria de papel e celulose, com operações em mercados importantes como China, Europa, Estados Unidos e Japão.
A Paper Excellence tem crescido significativamente através de aquisições estratégicas, estabelecendo-se como um dos maiores produtores globais do setor. Além disso, a empresa demonstra interesse em expandir sua atuação para o mercado de papelão, conhecido como "packing", uma iniciativa que está ganhando força à medida que cresce a busca por alternativas ao uso de plástico em embalagens. Outra área de potencial crescimento observada pela Paper Excellence, é o mercado de papéis para higienização ("tissue"),  impulsionado pela crescente demanda nos mercados asiáticos, especialmente na China e na Índia.

## História
A Paper Excellence foi fundada em 2006 pelo empresário e investidor Jackson Wijaya. Estudou na Indonésia e em Cingapura e possui mestrado em engenharia industrial pela Universidade de Michigan. Jackson é pai de três filhos e tem como interesses pessoais a leitura, a pesca e viagens . Criado em uma família de líderes empresariais e investidores, é um investidor ativo e tem Warren Buffett como uma de suas principais referências no setor. Wijaya expandiu a Paper Excellence adquirindo ativos, investindo em fábricas que seriam fechadas e inovando em processos e materiais. 
Após o estouro da bolha da internet em 2001, Jackson Wijaya retornou à Ásia com o objetivo de obter experiência prática nos negócios da família, um conglomerado com atuação nos setores bancário, imobiliário e de óleo de palma. Durante esse período, analisou diferentes segmentos para identificar sua área de interesse e optou pela indústria de papel e celulose. Em 2006, adquiriu uma fábrica de celulose localizada em Meadow Lake, na província de Saskatchewan, Canadá.
Hoje, a Paper Excellence Group, com vendas estimadas em 10 bilhões de dólares, abrange líderes do setor em todo o mundo, incluindo Paper Excellence Canada, Fibre Excellence, Paper Excellence Brasil, Domtar e Resolute Forest Products. Wijaya declarou que a empresa tem como objetivo expandir sua presença na América do Norte, com a ambição de alcançar uma posição de liderança no setor na região. A empresa da família, fundada por Eka Tjipta Widjaja, tem sido historicamente associada a vários setores, incluindo óleo de palma, serviços financeiros, imóveis e produção de papel. 
A Paper Excellence opera com mais de 60 fábricas e instalações pelo mundo. Com histórico de aquisições de concorrentes, o Grupo Paper Excellence é um dos maiores produtores globais de papel e celulose. 
Em 2021, a Paper realizou a aquisição da americana Domtar, maior comercializadora de papel para imprimir e escrever dos Estados Unidos. A compra, no valor de US$ 3 bilhões, consolidou a Paper como líder do setor, ampliando o alcance global da companhia e expandindo a sua linha de produtos. A Domtar é considerada uma das maiores empresas de papel e celulose do Canadá, com destaque em termos de capacidade de produção. De acordo com dados do setor publicados pela Fastmarkets RISI, a empresa figura entre as três maiores da América do Norte em volume total de produção de celulose e papel.
A Domtar Corporation, desde a sua aquisição pela Paper Excellence, passou por um período de reestruturação e adaptação às novas diretrizes do grupo. Como parte desse processo, a Domtar enfrentou ajustes em sua classificação de crédito devido às mudanças nas condições financeiras e na estrutura de governança. 
Embora as agências de classificação de risco, como Moody’s e Standard&Poor’s, tenham reavaliado a nota de crédito da empresa, a Paper Excellence tem se dedicado a fortalecer a posição da Domtar no mercado, focando em sinergias operacionais e na expansão de suas linhas de produtos, o que deve resultar em um reforço gradual das condições financeiras e na melhoria da credibilidade da empresa a longo prazo.
Em julho de 2022, a Paper Excellence iniciou a aquisição da empresa Resolute Forests Products, do Canadá, operação finalizada em março de 2023. A empresa possui 7 mil funcionários e 40 instalações, no Canadá e nos Estados Unidos. Sua compra colocou a Paper Excellence entre os 10 maiores players globais da indústria de produtos florestais. Jackson Wijaya iniciou as operações do grupo Paper Excellence no Canadá em 2006, citando como fatores determinantes o ambiente político e regulatório estável do país, além dos recursos naturais. Desde então, o grupo tem expandido sua presença no setor de papel e celulose na América do Norte, com aquisições e investimentos voltados à ampliação de sua capacidade produtiva na região. Wijaya expressou reconhecimento aos stakeholders canadenses pelo ambiente favorável ao desenvolvimento das operações do grupo no país. Segundo declarações públicas, ele avalia que o setor florestal canadense apresenta potencial relevante para crescimento, mesmo diante de desafios estruturais. De acordo com a empresa, aproximadamente US$ 1,3 bilhão são reinvestidos anualmente nas operações industriais, incluindo despesas de capital e manutenção.
Já em 2023, a Paper Excellence finalizou a compra da Resolute Forests Products, gigante norte-americana que opera 40 instalações e conta com um time de 7 mil pessoas, tornando-se um dos dez maiores players do mundo na indústria de produtos florestais.
Em maio de 2023, Jackson Wijaya foi convidado pelo Parlamento do Canadá para para prestar esclarecimentos sobre a aquisição da Resolute Forest Products e a estrutura de controle da Paper Excellence. Representantes qualificados foram enviados para participar da audiência, onde reafirmaram o compromisso da empresa com a transparência, conformidade regulatória e padrões de governança em todas as operações globais, bem como a independência de suas operações. 
O proprietário estrangeiro da maior empresa de papel e celulose do Canadá declarou apoio ao país e expressou disposição para cooperar com autoridades locais, incluindo a possibilidade de comparecer ao Parlamento para esclarecer eventuais dúvidas relacionadas à estrutura de propriedade da companhia.
A convocação foi motivada por uma reportagem do ICIJ (Consórcio Internacional de Jornalistas Investigativos), que levantou questionamentos sobre a estrutura de controle da Paper Excellence. Na audiência, foram ouvidos ativistas do Greenpeace e o professor Christian Leuprecht, do Royal Military College of Canada, que se disse preocupado “com o ritmo com que ela [a Paper Excellence] adquiriu uma parte significativa de uma empresa canadense”. O Sr. John Williams, veterano da indústria e Presidente não executivo da Paper Excellence, afirma que a capacidade da Domtar de manter seus clientes após as aquisições demonstra que há confiança de que a empresa está agindo de forma ética e sustentável. “Não queremos agir de forma irresponsável”, disse ele. “Ninguém precisa mais de florestas saudáveis e bem manejadas do que nós.”
Sobre a estrutura de controle da empresa, várias autoridades regulatórias - incluindo instituições financeiras globais, agências governamentais, órgãos reguladores e certificadores - já revisaram e esclareceram esses questionamentos, afirmando que a Paper Excellence é uma empresa independentemente controlada por Jackson Wijaya.

## Paper Excellence no Brasil
Sob a liderança do diretor-presidente Cláudio Cotrim no Brasil, a Paper Excellence tem expandido suas operações . Desde 2017, a empresa adquiriu 49,41% das ações da Eldorado Brasil Celulose, uma das maiores produtoras de celulose do país que produz por ano cerca de 1,8 milhão de toneladas de celulose em média. O acordo inicial previa a aquisição de 100% do capital da empresa da J&F. Embora o negócio não tenha sido concluído no prazo originalmente estabelecido, o interesse contínuo da Paper Excellence em concluir a transação reflete sua confiança no potencial de crescimento da Eldorado e no fortalecimento do setor de celulose no Brasil.
A Eldorado é proprietária de 249 mil hectares de florestas de eucalipto plantadas em áreas rurais nacionais.  A propriedade dessas terras está no cerne de uma ação popular em curso na Justiça Federal, o que tem gerado receio entre investidores estrangeiros e pode comprometer o desenvolvimento econômico do Brasil . A transferência da totalidade das ações à Paper Excellence foi suspensa em abril de 2024, por decisão do Tribunal Regional da 4ª Região.
Em 2023, a J&F optou por votar contra a distribuição de proventos na Eldorado Brasil, argumentando que os recursos deveriam ser destinados à expansão da empresa brasileira. A Paper, por outro lado, tomou uma decisão estratégica ao votar a favor do pagamento integral dos lucros referentes a 2023 para os acionistas. Além disso, a empresa defendeu a distribuição de R$3,34 bilhões em lucros que estavam retidos desde o início do conflito com a J&F. Inclusive, o contrato de compra e venda foi assinado em setembro de 2017 para a aquisição de 100% das ações. A operação teve início em dezembro de 2012, e em 2013 a curva de aprendizado foi finalizada. Nos anos seguintes, a empresa atingiu sucessivos recordes de produção, com uma capacidade projetada de 1,5 milhões de toneladas, chegando atualmente a 1,8 milhões de toneladas.
A atuação da Paper Excellence no Brasil tem sido marcada pela contratação de nomes importantes no cenário político nacional,  como João Dória e Michel Temer, que atuam como figuras relevantes em diferentes frentes de atuação. 

## Responsabilidade Socioambiental
Os produtos da Paper Excellence são certificados pelo Programa de Endosso da Certificação Florestal (PEFC) e pela Iniciativa Florestal Sustentável (SFI).
As certificações ambientais da empresa têm sido questionadas em razão da sua ligação com a empresa indonésia Asia Pulp & Paper (APP), responsável por desmatamento em larga escala naquele país. Em 2007, o Forest Stewardship Council (FSC), principal certificação global de produtos de origem florestal, cancelou o seu certificado ambiental, porque a empresa estava “associada a práticas florestais destrutivas”.  Jackson Wijaya declarou estar confiante de que sua equipe está adotando todas as medidas necessárias para manter a certificação do FSC. Em sua avaliação, a sustentabilidade está “no centro do nosso negócio”.
Em maio de 2024, o Greenpeace e a organização indonésia Auriga Nusantara apresentaram ao principal selo de produtos florestais do mundo, o Forest Stewardship Council (FSC), o pedido de cancelamento das certificações ambientais de empresas adquiridas pela Paper Excellence.
Especificamente em relação à vinda da Paper para o Brasil, o assessor estratégico do Greenpeace recomendou às autoridades brasileiras cuidado, advertindo que “A liderança importa, e o que vemos é um histórico ruim, de controvérsias e compromissos não cumpridos”. 
A Domtar, holding da Paper Excellence, é reconhecida como uma das 25 empresas privadas mais sustentáveis do mundo, segundo a organização de mídia e pesquisa Corporate Knights. O ranking avaliou empresas globais com receitas anuais superiores a US$ 1 bilhão que divulgaram suas emissões de gases de efeito estufa, com base em 12 indicadores de sustentabilidade.

## Controvérsias
A Paper Excellence, fundada por Jackson Widjaja, tem enfrentado acusações de ser uma fachada para a Asia Pulp & Paper (APP), parte do grupo Sinar Mas, controlado pela família Widjaja. A expansão internacional da empresa e de outras do grupo Grupo Sinar Mars está acompanhada de acusações, no entanto, essas alegações têm sido questionadas por autoridades regulatórias e especialistas do setor .
A família Wijaya é uma das maiores produtoras globais óleo de palma, mas as companhias são administradas separadamente e independentemente . Revisões independentes conduzidas por instituições financeiras globais e agências certificadoras, como o Programa de Endosso da Certificação Florestal (PEFC) e a Iniciativa Florestal Sustentável (SFI)  confirmam que a Paper Excellence opera de forma independente, sem ligações diretas com a APP
A afirmação de que a Paper Excellence seria utilizada como empresa de fachada pela Asia Pulp & Paper, é citada por uma investigação realizada em parceria pela CBC News e pelo Consórcio Internacional de Jornalistas Investigativos (ICIJ), segundo o qual a Paper Excellence funciona como uma fachada.. Um grupo de ambientalistas, integrantes do Greenpeace e de outras entidades não governamentais elaboraram, em outubro de 2022, um relatório denominado “Papering over corporate control: Paper Excellence’s relationship with Asia Pulp & Paper and the Sinar Mas Group”. Os ambientalistas afirmam que um “conjunto de fatores como laços familiares, problemas de gestão e registros de lobistas indicam que o Sinar Mas Group controla a Paper Excellence."  Foram analisados pelo grupo registros corporativos de 10 países e dados de offshores, do período entre 2000 e 2021.
Em resposta ao relatório, a Paper Excellence afirmou que opera de forma independente da APP e que o fato de ambas as empresas “serem controladas por membros de uma mesma família não significa que as duas companhias apresentem qualquer relação comercial ou societária”.

A empresa indonésia também afirmou que a estrutura societária offshore apontada como um indicativo do esforço de ocultar proprietários seria, na realidade, uma configuração que permitiria a ter uma estrutura tributária mais eficiente.